# Kim Dong-hee
Dans ce nom, le nom de famille, Kim, précède le nom personnel coréen.
Kim Dong-hee (coréen : 김동희) né le 13 juin 1999 à Andong, est un acteur sud-coréen. 

## Biographie

### Jeunesse et formation
Kim Dong-hee est né à Andong  dans le Gyeongsang du Nord. Il étudie actuellement à l’université de Gachon avec comme spécialité les arts dramatiques.

### Carrière
Kim Dong-hee fait ses débuts en tant qu'acteur en 2018 en incarnant le personnage de Ha Min dans la série web pour adolescents A-TEEN. Il joue également dans le drama à succès de JTBC, Sky Castle, diffusé à partir du 23 novembre 2018. Dong-hee reprend ensuite le rôle de Ha Min dans la deuxième saison de A-TEEN, diffusée en 2019.
En juillet 2019, Kim Dong-hee rejoint l'agence NPIO Entertainment.
En 2020, il joue dans la série Itaewon Class, basée sur le webtoon du même nom, en interprétant le rôle de Jang Geun-soo. Par la suite, il décroche son premier rôle principal dans la série télévisée de Netflix Extracurricular.

## Filmographie

### Films
| Année | Titre                | Titre original | Rôle       | Notes          |
| ----- | -------------------- | -------------- | ---------- | -------------- |
| 2021  | Season of You and Me | 너와 나의 계절 | Yoo Jae-ha | Rôle principal |

### Séries télévisées
| Année | Titre           | Titre original | Rôle          | Notes           |
| ----- | --------------- | -------------- | ------------- | --------------- |
| 2018  | Sky Castle      | SKY 캐슬       | Cha Seo-joon  | Rôle de soutien |
| 2020  | Itaewon Class   | 이태원 클라쓰  | Jang Geun-soo | Rôle de soutien |
| 2020  | Extracurricular | 인간수업       | Oh Ji-soo     | Rôle principal  |

### Web-séries
| Année | Titre    | Titre original | Rôle   | Notes          |
| ----- | -------- | -------------- | ------ | -------------- |
| 2018  | A-Teen   | 에이틴         | Ha-min | Rôle principal |
| 2019  | A-Teen 2 | 에이틴 2       | Ha-min | Rôle principal |